# Daniele Capezzone
Pour les articles homonymes, voir Capezzone.
Daniele Capezzone (né le 8 septembre 1972 à Rome) est un homme politique italien, ancien membre des Radicaux italiens qu'il a quittés en novembre 2007 pour rejoindre en 2008 le Peuple de la liberté, puis Forza Italia de Silvio Berlusconi, puis les Conservateurs et réformistes en 2015 au sein de Direzione Italia.
Après avoir été le premier député radical à présider une commission permanente de la Chambre des députés (la Xe commission), il est désormais membre du groupe mixte (« non-inscrit ») et il dirige le réseau politique Decidere.net (décider) qu'il a fondé le 4 juillet 2007.

## Biographie
Fils unique de Felice Capezzone et d'Anna Gandini (qui possèdent un magasin d'habillement dans le centre historique), il effectue son école primaire à l'Istituto cattolico San Giuseppe de Merode, place d'Espagne. Après un baccalauréat obtenu avec le maximum de points, il s'inscrit en faculté de droit de l'université LUISS. Malgré de bons résultats, il ne termine pas ses études. En 1993, il prend la carte des Radicaux italiens sans participer à la vie du parti. Il opte en 1997 pour le service civil qu'il effectue auprès de Legambiente à Rome. Il rencontre Marco Pannella et se transforme en un militant politique actif. En 2001, il devient le secrétaire des Radicaux italiens. Élu député en 2006, avec la Rose au poing et devient chef de la commission parlementaire permanente des Activités commerciales (Attività produttive, considérée comme la plus importante). Il s'oppose violemment à Marco Pannella lors du congrès des Radicaux d'octobre 2006 et il ne se représente pas pour diriger le mouvement. À sa place, est élue Rita Bernardini. En 2007, avec Nicola Rossi, Paolo Messa et Bruno Tabacci, il organise à Milan la première réunion publique des Volenterosi (ceux qui ont la volonté), un mouvement transversal qui aspire à moderniser la vie politique. Il s'abstient lors du vote de confiance à Romano Prodi le 1er mars 2007. Pour succéder aux Volenterosi, il fonde le réseau Decidere! (Décider!) en juillet 2007.
Il participe au programme télé « Markette » sur La7.
Il a déclaré au sujet de sa bisexualité : « Je pense que ça importe peu de savoir qui tu aimes mais savoir si tu sais comment aimer. La vie est faite d'énormément de rencontres, plurielles et diverses. Je m'honore d'être en accord avec Borges qui disait : « Il faut avoir un esprit ouvert. » (L'Espresso du 1er mars 2007).